# ブータンの文化

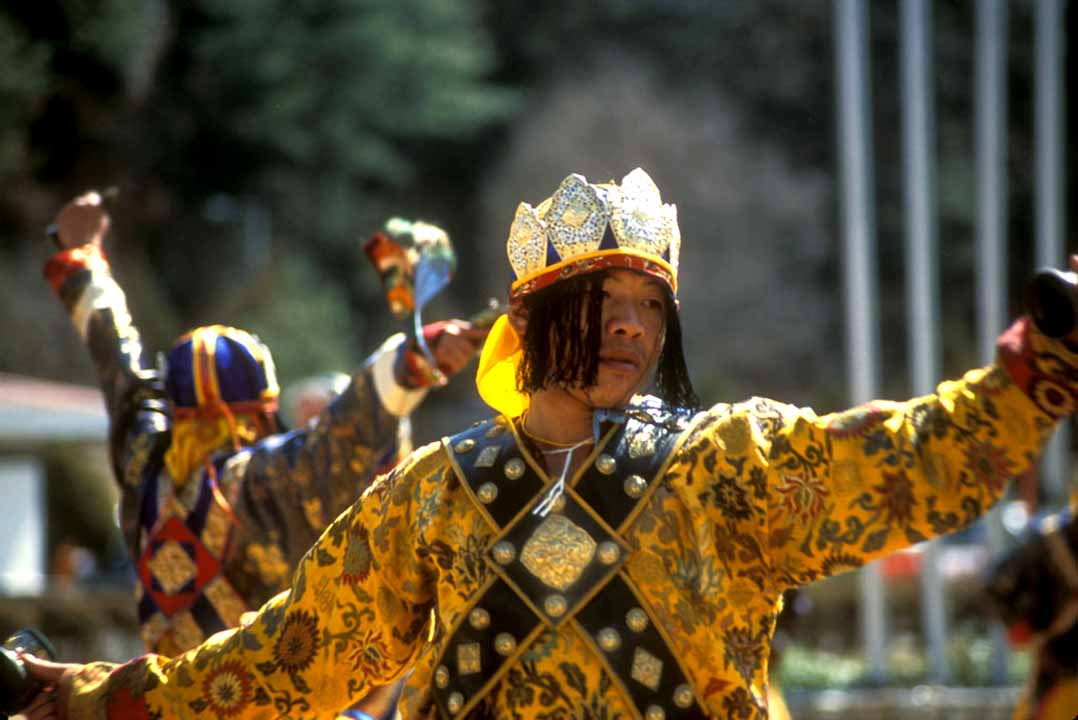
ブータンのミュージック・パレード

ブータンの文化では、ブータンの生活文化について記す。

## 民族衣装

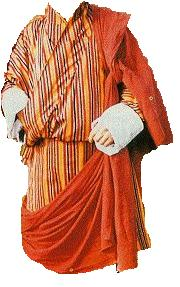
ゴ

チベット系住民の民族衣装が「ブータンの民族衣装」と規定されている。男性用は「ゴ」、女性用は「キラ」と呼ばれる。ブータンは、1989年より日常着として公の場での民族衣装の着用を国民に義務付けた国としても有名である。公の場とは、公的機関（ゾンや役所など）、寺院、学校、公式集会、公式行事をその範囲としているが、近年その解釈が厳格になり、現在は自宅以外の場所として認識されている。違反した場合の罰則規定もある。警察・軍などの制服職、外国人、ネパール系住民、固有の衣装を持つ少数民族はその限りではないが、無用のトラブルを避けるため着用せざるを得ない人も多い。公務員は職務中、いずれの民族であれ民族衣装着用が義務付けられる。
「ゴ」はチベットの民族衣装チュバ、日本の丹前やどてらなどとも形状が類似している。このため、日本では呉服（もしくは和服）と「ゴ」の起源を言葉の類似から同一視する俗説があるが、「ゴ」の起源は中央アジアだとされること、呉服の名称は「くれはとり」からできた言葉であることなどを考慮すると、両者は名称の偶然の類似でしかない。着用時は体の正面で布を合わせ、たくし上げた状態で帯をきつく締めるため、胴回りに空間ができる。携帯品をこの空間に収める。正装の場合、「ゴ」の上にカムニと呼ばれるスカーフをまとう。スカーフの色は身分によって分かれており、一般市民は白、大臣クラスで濃いオレンジ、国王はサフラン色と決められている。「キラ」は3枚の布を繋ぎ合わせた大きな布を巻衣の状態で、肩の部分をコマという留め具で固定する形で着用する。ブータン人は着道楽とも言われ、余裕のある人々は衣装や装飾品に糸目をつけないことでも知られる。近年日常着としての機械織りも普及してきたが、伝統的な手織りの織物は現在でも珍重されている。「ゴ」や「キラ」は織物で有名なクルテ地方、タシガン地方、カリンなどの東部で生産されるキシュタラ、メンチマタ、ルンセルマなどの絹織物を使って作られる。野生絹（ブラ）を使った織物も有名。祭の晴れ着などを有名産地や織り子にこだわって個人的にオーダーする人も多い。寒冷なブムタン地方では、ヤタと呼ばれる毛織物も有名である。
北西部のラヤ・ルナナの遊牧民や南部のロプといった少数民族は固有の民族衣装を持っている。民族衣装着用規定はこれらの民族衣装の着用を認めているが、自身の民族衣装を恥ずかしく感じる場合も多く、町に出てくる際は「ゴ」や「キラ」の着用を好む。

## 食文化

### 食べ物

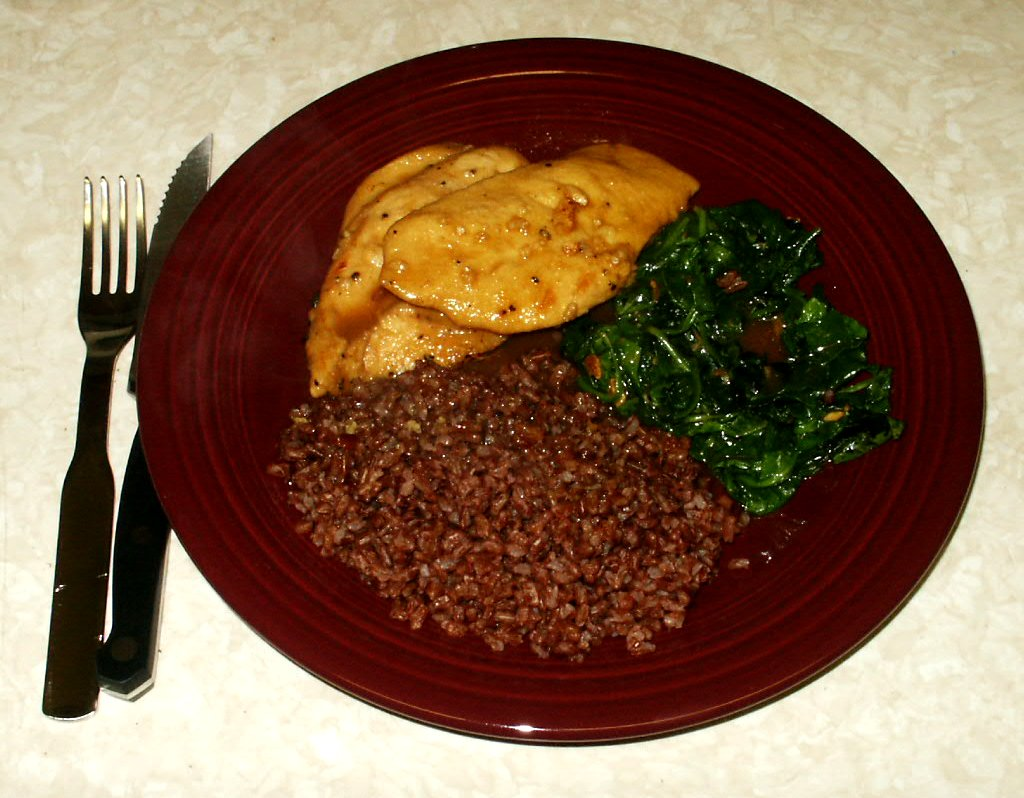
赤米料理

ブータンの主食は米で特に赤米（ブータン赤米）を好む。調理は湯取り法である。標高の高いブムタン地方では蕎麦栽培も盛んだが、古い時代から低地のモンガル地方との関係を持ち、米食を維持している。平均的な男性で一日に1kgの米を食べると言われている。
ブータン料理で特筆すべきは、トウガラシ（エマ）の多用である。これを香辛料ではなく野菜として大量に食べる。このため、世界で一番辛い料理だと表現されることもある。外国人が辛さに弱いことをブータン人は理解しており、観光客用の食事は辛さを抑えたものとなっているのが普通である。また、乳製品も豊富に使われ、カッテージチーズに近いダツィやバターも多用される。これら二つの要素を合わせた料理はダツィ料理と呼ばれる。
照葉樹林気候にあるブータンではキノコ（シャモ）も主要な食材である。日本人が珍重するマツタケ（サンゲシャモ）も手に入るが、香りが薄く輸入量は少ない。
代表的な料理は、エマダツィ（トウガラシとチーズの煮込み）、ケワダツィ（ジャガイモとトウガラシの煮込み）、パクシャ・パー（豚肉とトウガラシの煮込み）、イズィ（トウガラシとチーズを和えたサラダ）、モモ（チベット風餃子）など。ブムタン地方の郷土料理として蕎麦粉を使った押し出し麺（プタ）やパンケーキ（クルワ）がある。
茶請け菓子としては、ザウ（いり米）、シプ（米をつぶして乾燥させたもの）、ゲザシプ（トウモロコシをつぶして乾燥させたもの）などがあり、バター茶やミルクティーとともに愛好される。
このような食文化は遊牧民的な生活スタイルと、農耕民的な生活スタイルが融合したものだと考える学者もいる。最近はインド料理、西洋料理の影響を受け、ブータンの食材をアレンジした新しい料理がホテルを中心として登場している。

### 飲み物
酒は、総称をチャンと言い、大麦、米、トウモロコシ、アマランサスなどを使用する。自家醸造は許可されているが、販売はできない。酒の醸造は麹（ポップ）を用い、スターターはシダの葉のものと藁のものとがある。主に醗酵酒のシンチャンと蒸留酒のアラがある。特に東部地方ではアラが常飲されることで有名である。
茶は国民飲料と言うほど普及しており、チベット文化の影響を受けた伝統的なスージャ（バター茶）が定番であるが、最近はインドの影響を受けた甘いガジャ（ミルクティー）も好まれる。コーヒーやソフトドリンクも存在しているが限られた範囲に留まっている。

### その他
ドマと呼ばれる覚醒作用のある嗜好品が老若男女を問わず人気がある。キンマの葉でビンロウジュの実を石灰と一緒に包み、口の中でゆっくりと噛み砕いていくもので、広く東南アジア一帯に分布しているものと同様のものである。噛む際に出る唾液が赤く染まり、その唾を吐き捨てた赤い染みが街路のいたる所に残っている。一時期は若者を中心にタバコへと嗜好品の関心が移りつつあったが、禁煙国家宣言以降は再びドマをたしなむ人が増えている。伝統的な儀式ではドマは欠かせないものであり、それを収納する銀製容器も工芸品として人気が高い。
宗教的な面から喫煙は禁忌とされており、2004年には禁煙国家を宣言するなどの動きがあり、2004年12月17日より煙草の製造販売が全面禁止となり、ブータン国内で購入不可となった。ただし、観光客はブータン国外からの煙草持ち込みは1カートンまで可能となっており、その際に関税と物品税それぞれ100%かかる状態となっている。

## 娯楽文化
ドラヤンと呼ばれるバーに類似した施設が国内に点在している。ブータンにはドラヤンが49ヶ所あり、そのうち14ヶ所は首都のティンプーに集中している。

## 宗教文化
街中のいたるところに、中に経が収められた円柱状の大小様々な「マニ車」が存在しており、1回転させればその経を読んだのと同じ功徳があるとされている。
ブータンの有名な祭りとしてグル・リンポチェの奇蹟がブータン暦の各月10日に起きたことにちなんだ「ツェチュ」（ゾンカ語で「10日」の意）と呼ばれる祭がある。ツェチュは各地の寺院、僧院、ゾンなどで年に1度開催される が、行われる月はまちまちである ため、1年を通じて国内のどこかで見る事が出来る。特に春の「パロ・ツェチュ」、秋の「ティンプー・ツェチュ」は有名で、国内外から観光客が殺到する。
ツェチュでは「チャム」と呼ばれる宗教的な仮面舞踏が披露される。この舞踏はグル・リンポチェの生涯を描いたもので、ブータンではツェチュに参加しチャムを見ることで功徳を積み、恩恵を受けて罪を洗い流す事がよいとされている。舞踊の他には地域ごとの特色豊かな舞踊や、道化による寸劇（アチャラ）などの余興が行われる ほか、「トンドル」と呼ばれる巨大な仏画が開帳されることもある。トンドルはアップリケ状の巨大なもので、目にするだけで涅槃に成仏できると信じられている。

## スポーツ

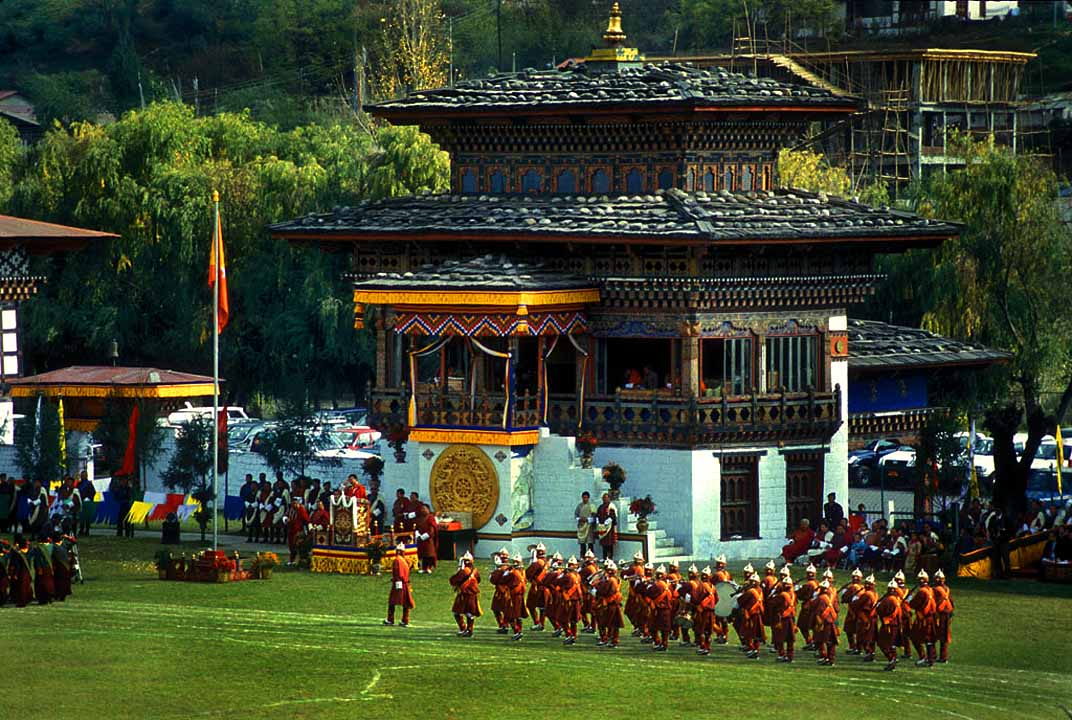
ブータン弓術

ブータン弓術は、正式名をダツェ(mda' rtsed)と称し、国技として人気の高い競技である。弓はジュ(gzhu)、矢はダ(mda')と呼ぶ。競技は数名を1組として、2組の対抗戦として、100mほど離れた的を狙う形式で行われる。矢が的に命中すると、祝いの歌と踊りをひとしきり行うなど、時間を気にせずにゆったりと進めるため、正式な試合は数日を要することもある。
弓は伝統的なものは2本の竹の棒を繋ぎ合わせて、両端に弦を張った状態でまっすぐになるように作られている。現在は洋弓が普及している。
ほかにブータン独自の体技がブータン相撲として知られている。2008年の国王戴冠式の記念式典で披露され、日本のテレビ番組でも紹介された。
2000年代以降、サッカーの人気が高まっている。

## 注・出典
1. ↑  「くれはたおり」の音化、すなわち呉から伝来した機織り技術の意。コトバンク
2. ↑  東京財団研究報告書 2006-13 小国の地政学 -秘境・ブータンはなぜ滅びないか- (PDF)  東京財団 2006年10月
3. ↑  ブータン たばこの販売禁止へ Cue!（タバコ問題首都圏協議会）2004年11月17日
4. ↑  ネパール・ブータン 基本情報 ～マナーと豆知識編～（エス・ティー・ワールド ）
5. ↑  Dorji Dema (2012年1月20日). “The Drayang woes”. Bhutan Broadcasting Service. 2020年11月26日閲覧。
6. ↑  Lim, Karen (2018年5月6日). “9 things you never knew about Thimpu, Bhutan's capital city”. AsiaOne. 2020年11月26日閲覧。
7. ↑  Khandu, Lekey; Zwanikken, Prisca. “HIV Vulnerability and Sexual Risk Behaviour of the Drayang Girls in Bhutan”. SAARC Journal of Tuberculosis, Lung Diseases and HIV/AIDS. doi:10.3126/saarctb.v17i1.25025.
8. ↑  Bhutan's Religion（日本ブータン友好協会）
9. 1 2 3  「風と祈りの国、ブータン」『VISA』2012年6月号、三井住友VISAカード、2012年。
10. 1 2  「祭り」、ブータン政府観光局、2012年12月25日閲覧。
11. ↑  ブータン衣食住（日本ブータン友好協会）